# Luc Frank
Luc Frank (Moresnet, 29 april 1972) is een Belgisch Duitstalig politicus voor de CSP.

## Levensloop
Luc Frank werd licentiaat in de rechten en het notariaat aan de Katholieke Universiteit Leuven. Hij werd beroepshalve jurist bij de Federale Overheidsdienst Financiën en hoofd van de juridische dienst van het regionaal bedrijfscentrum van Eupen-Sankt Vith. Van 1995 tot 1998 was hij eveneens parlementair medewerker van Europees Parlementslid Mathieu Grosch en van 2008 tot 2014 adviseur voor de Duitstalige belangen op het kabinet van de staatssecretarissen Melchior Wathelet en Catherine Fonck.
In 1991 werd Frank verkozen tot voorzitter van de jongerenafdeling van de CSP in Kelmis. Ook werd hij lid van het lokale CSP-bestuur, waarvan hij van 1999 tot 2000 ondervoorzitter was, en lid van het regionale bestuur van de partij. Vanaf 2003 was hij ondervoorzitter van het Centrum voor Politieke Vorming en Informatie binnen de CSP en van 2010 tot 2015 was Luc Frank partijvoorzitter van de CSP.
Begin 2001 werd Luc Frank gemeenteraadslid van Kelmis. Van 2001 tot 2012 was hij er schepen van Jeugd en Sport en daarna was hij zes jaar lang gemeenteraadslid in de oppositie. Sinds 2018 is hij burgemeester van de gemeente.
Van 2009 tot 2018 zetelde Luc Frank eveneens in het Parlement van de Duitstalige Gemeenschap en van 2014 tot 2017 was hij er plaatsvervangend fractievoorzitter voor zijn partij. In 2018 nam hij ontslag om het burgemeesterschap op te nemen.
Bij de federale verkiezingen van juni 2024 kreeg Luc Frank de tweede plaats op de Luikse lijst van Les Engagés. Frank werd verkozen en werd zodoende de enige Duitstalige verkozene in de Kamer van volksvertegenwoordigers.